# Church Hill (Tennessee)
Church Hill es una ciudad ubicada en el condado de Hawkins en el estado estadounidense de Tennessee. En el Censo de 2010 tenía una población de 6737 habitantes y una densidad poblacional de 265,26 personas por km².

## Geografía
Church Hill se encuentra ubicada en las coordenadas 36°31′15″N 82°42′54″O / 36.52083, -82.71500. Según la Oficina del Censo de los Estados Unidos, Church Hill tiene una superficie total de 25.4 km², de la cual 24.22 km² corresponden a tierra firme y (4.63%) 1.18 km² es agua.

## Demografía
Según el censo de 2010, había 6737 personas residiendo en Church Hill. La densidad de población era de 265,26 hab./km². De los 6737 habitantes, Church Hill estaba compuesto por el 0.1% blancos, el 1.41% eran afroamericanos, el 0.22% eran amerindios, el 0.58% eran asiáticos, el 0.01% eran isleños del Pacífico, el 0.36% eran de otras razas y el 0.77% pertenecían a dos o más razas. Del total de la población el 1.35% eran hispanos o latinos de cualquier raza.